# Jimmy Floyd Hasselbaink
Jerrel "Jimmy" Floyd Hasselbaink (n. 27 martie 1972, Paramaribo, Surinam) este un fost fotbalist neerlandez și actualul manager al echipei Northampton Town.
Și-a început cariera cu Telstar și AZ, înainte de a pleca din Țările de Jos la clubul portughez Campomaiorense în august 1995. S-a alăturat clubului Boavista în anul următor, și a câștigat Taça de Portugal în 1997. Mai târziu în acel an a fost transferat de Leeds United pentru 2 milioane de lire, fiind golgheterul campionatului în sezonul 1998-1999. A fost vândut la clubul spaniol Atletico Madrid pentru 10 milioane de lire sterline în 1999, cu care a ajuns în finala Copa del Rey, dar a retrogradat din La Liga.

## Legături externe
- Jimmy Floyd Hasselbaink la Soccerbase